# Zoda's Revenge: StarTropics II
『Zoda's Revenge: StarTropics II』(ゾーダズリベンジ: スタートロピックスII)は、1994年に任天堂が北アメリカで発売したNintendo Entertainment System用アクションアドベンチャーゲーム。日本では発売されていない。また、2008年からは、北アメリカ、ヨーロッパ、オーストラリアにて、Wiiのバーチャルコンソールでも配信されている。『StarTropics』の続編として作られた。